# Полевой ординариат Войска польского
Полевой ординариат Войска польского (пол. Ordynariat Polowy Wojska Polskiego) — военный ординариат Римско-католической церкви, действующий в Польской Республике. Полевой ординариат Войска польского, подчиняясь непосредственно Святому Престолу, обеспечивает пастырское окормление военнослужащих Войска польского и польских контингентов. Кафедральным собором полевого ординариата Войска польского является церковь Пресвятой Девы Марии Королевы Польши в Варшаве на улице Длугой.
Ординариат исполняет капелланские обязанности среди воинов Войска польского. Капелланы имеют воинские звания от подпоручика до дивизионного генерала. Ординарием является епископ Веслав Лехович, назначенный на этот пост папой Франциском 15 января 2022 года. 12 февраля 2022 года новый полевой епископ Войска Польского канонически принял должность и приступил к исполнению обязанностей в Ординариате.
Официальный адрес: улица Токажевского-Карашевича № 4, Варшава.

## История
Полевой викариат был создан 5 февраля 1919 года папой римским Бенедиктом XV. В 1947 году был распущен. Восстановлен 21 января 1991 года папой римским Иоанном Павлом II как ординариат.
Расходы ординариата входят в часть № 29 государственного бюджета. Бюджет на 2012 год составлял 21,1 миллионов злотых, а на 2013 год запланировано 21,9 миллионов злотых.
В Войске Польском существуют 4 структуры полевых священнослужителей — римско-католическая (Полевой ординариат), православная (Православный ординариат Войска Польского), евангелическая (Евангелическое священнослужение Войска Польского) и иудейское (Главный раввинат Войска Польского).

## Структура
В состав ординариата входят 8 деканатов:
- Деканат Сухопутных войск[пол.]
- Деканат инспекции сотрудничества вооружённых сил[пол.]
- Деканат Военно-воздушных сил[пол.]
- Деканат Военно-морского флота[пол.]
- Деканат специальных войск[пол.]
- Деканат военной жандармерии[пол.]
- Деканат военного священнослужения греко-католической церкви (пол. Dekanat Duszpasterstwa Wojskowego Kościoła Greckokatolickiego)
- Деканат войск территориальной обороны (пол. Dekanat Wojsk Obrony Terytorialnej)

Ранее существовал Деканат инспекции военной медицинской службы.

## Ординарии военного ординариата
В состав военного ординариата входят следующие ординарии:
- Военные викарии Польши:

- Генерал дивизии епископ Станислав Галл (5 февраля 1919 — декабрь 1931);
- Генерал дивизии епископ Юзеф Гавлина (15 февраля 1933—1947);

- Военные ординарии:

- Генерал дивизии Архиепископ Славой Лешек Глудзь (21 января 1991 — 26 августа 2004);
- Генерал дивизии епископ (посмертно Генерал брони) Тадеуш Плоский (16 октября 2004 — 10 апреля 2010);
- Генерал бригады епископ Юзеф Гуздек (4 декабря 2010 — 16 июля 2021);
- Епископ Веслав Лехович (15 января 2022 — по настоящее время).